# 贝尔努伊
贝尔努伊（法語：Bernouil，法語發音：[bɛʁnuj]）是法国勃艮第-弗朗什-孔泰大区约讷省的一个市镇，属于阿瓦隆区。

## 地理
贝尔努伊（47°53'59"N, 3°53'42"E）面积4.55 平方千米，位于法国勃艮第-弗朗什-孔泰大區约讷省，该省份为法国中北部内陆省份，西接卢瓦雷省，西北接塞纳-马恩省，南至涅夫勒省，东临科多尔省，东北与奥布省接壤。
与贝尔努伊接壤的市镇（或旧市镇、城区）包括：马罗勒苏利涅尔、迪耶、弗洛尼拉沙佩勒、罗费、韦扎讷、韦济讷。

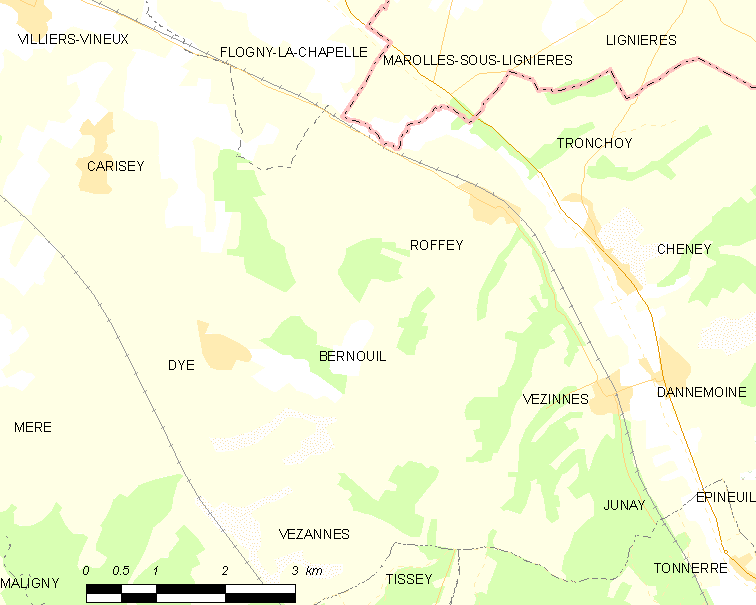
贝尔努伊的OSM定位图

贝尔努伊的时区为UTC+01:00、UTC+02:00（夏令时）。

## 行政
贝尔努伊的邮政编码为89360，INSEE市镇编码为89038。

## 政治
贝尔努伊所属的省级选区为托内鲁瓦县。

## 人口

1962-2008年间贝尔努伊人口变化图示

贝尔努伊于2022年1月1日时的人口数量为116人。